# V450 Aquilae
V450 Aquilae eller HD 184313, är en ensam stjärna belägen i den mellersta delen av stjärnbilden Örnen. Den har en högsta skenbar magnitud av ca 6,14 och är mycket svagt synlig för blotta ögat där ljusföroreningar ej förekommer. Baserat på parallaxmätning inom Hipparcosuppdraget på ca 4,94 mas beräknas den befinna sig på ett avstånd av ca 660 ljusår (ca 200 parsec) från solen. Den rör sig närmare solen med en heliocentrisk radialhastighet av ca -53 km/s. Cuno Hoffmeister meddelade 1935 att V450 Aquilae var en nyupptäckt variabel stjärna.

## Egenskaper
V450 Aquilae är en röd till orange jättestjärna av  spektralklass M5-5.5 III. Den utsänder energi från dess fotosfär motsvarande ca 2 170 gånger solen vid en effektiv temperatur av ca 3 300 Stjärnan är en halvregelbunden variabel, som varierar i ljusstyrka från magnitud 6,14 till 6,86 med en period av 64,2 dygn.